# NFL Draft
De NFL Draft, als vanouds gehouden in april, is de mogelijkheid bij uitstek voor Americanfootballteams om nieuw talent, dat net van de universiteiten – waar veel gesport wordt – komt, te contracteren. De clubs kunnen namelijk maar op drie manieren aan spelers komen: free agents aannemen (spelers zonder club die door geen enkele club gedraft zijn of door een club ontslagen zijn), hun eigen spelers ruilen voor spelers van andere teams of via de draft.
De NFL heeft veel invloed op de teams in de league (denk bijvoorbeeld aan de salary cap) en dat is niet anders bij de draft: om alles goed verdeeld te houden, mag het slechtste team van het jaar daarvoor als eerste kiezen.
De draft wordt traditioneel in een weekend eind april gehouden, en bestaat uit zeven ronden. Rondes 1 t/m 3 worden op zaterdag gehouden, en ronde 4-7 op zondag. Per ronde worden rond de 30 spelers gekozen, zodat elk team ongeveer 1 speler per ronde zou moeten kiezen. Soms kiest 1 team 2 spelers en een ander team geen enkele, dat kan doordat teams draft-keuzen kunnen ruilen: een team kan bijvoorbeeld de eerste keus in de draft ruilen voor een speler van een ander team.

## Het keuzesysteem
Vanaf het moment dat NFL-voorzitter Roger Goodell in Radio City Music Hall in New York de draft opent, is het eerste team 'op de klok'. Dat betekent dat het team een speler mag kiezen. In de eerste ronde heeft elk team hier een kwartier voor. In de tweede ronde wordt dit 10 minuten, en in de derde t/m zevende ronde 5 minuten. Als een team te laat kiest, mag het volgende team kiezen, en het team dat te laat koos mag op een ander willekeurig moment zijn keuze doorgeven.
Al heel vroeg worden alle spelers gescout op colleges door NFL-scouts, en dan begint het gevecht tussen de teams om de beste spelers. De allereerste keuze is meestal een belangrijke speler, en vaak een quarterback. Zo werden de afgelopen jaren Eli Manning, Carson Palmer, Cam Newton, Andrew Luck, David Carr en Michael Vick als eerste gedraft. Verderop komen we spelers als Peyton Manning, Keyshawn Johnson en Drew Bledsoe tegen.
Toch is het niet altijd zeker dat spelers die als eerste gedraft worden uiteindelijk uitgroeien tot de sterren binnen een team of in de competitie. Zo werd JaMarcus Russell in de NFL Draft 2007 als eerste geselecteerd door de Oakland Raiders. Hij wordt gezien als een van de slechtste "number-one picks" ooit in de geschiedenis van de NFL. Daarentegen bestaat ook het tegengestelde. Tom Brady werd in de NFL Draft 2000 geselecteerd door de New England Patriots als nummer 199 overall. Hij was dus bijna niet gedraft. Toch groeide Brady uit tot een van de belangrijkste en beste spelers die de NFL ooit gekend heeft en werd hij zeven keer Super Bowl-kampioen.
Er kunnen ook spelers gedraft worden die helemaal geen football-ervaring hebben, of helemaal niet van colleges komen. Zo draftten de Dallas Cowboys ooit twee spelers zonder football-ervaring: olympischgoudwinnaar Bob Hayes in de 7e ronde van 1964, hij werd running back, en Carl Lewis in 1984, maar hij besloot niet te tekenen.
Spelers kunnen inderdaad een draft afwijzen, dit deed Eli Manning bijvoorbeeld in 2004. Hij was gedraft door de San Diego Chargers, maar daarvoor wilde hij niet tekenen. Uiteindelijk werd hij geruild met nummer vier, Philip Rivers, en kwam hij zo terecht bij de New York Giants.